# Canton de Montchanin
Le canton de Montchanin est un ancien canton français situé dans le département de Saône-et-Loire et la région Bourgogne-Franche-Comté.

## Géographie
Ce canton était organisé autour de Montchanin dans l'arrondissement de Chalon-sur-Saône. Son altitude variait de 252 m (Saint-Julien-sur-Dheune) à 442 m (Saint-Laurent-d'Andenay) pour une altitude moyenne de 319 m.

## Histoire
Le canton de Montchanin (ex-Montchanin-les-Mines) a été créé en 1926 (loi du 10 avril 1926 ), en divisant les cantons de Mont-Saint-Vincent et de Buxy.

## Représentation

### Conseillers généraux de 1926 à 2015
| Période         | Période        | Identité                         | Étiquette    | Qualité |
| --------------- | -------------- | -------------------------------- | ------------ | --- |
| 1926            | 1940 (révoqué) | Jean-Marie Gillot (1873-1947)    | SFIO         | Mineur puis libraire Maire de Montchanin-les-Mines (1919-1940) Ancien conseiller général du Canton de Mont-Saint-Vincent (1925-1926) Révoqué par le Gouvernement de Vichy |
|                 |                |                                  |              | |
| 1942            | 1945           | Jean Berthier-Pardon (1880-1962) |              | Serrurier Maire de Montchanin-les-Mines (1941-1944) Nommé conseiller départemental en 1942                                                                                |
|                 |                |                                  |              | |
| 1945            | 1947 (décès)   | Jean-Marie Gillot                | SFIO         | Mineur puis libraire Maire de Montchanin-les-Mines (1919-1940) et (1944-1947) Président du Conseil Général (1945-1947)                                                    |
| 9 novembre 1947 | 1970           | Lucien Parriat                   | SFIO         | Ouvrier outilleur raboteur, maire de Montchanin (1947-1969) |
| 1970            | 1982           | Louis Farastier                  | SFIO puis PS | Chef d'atelier à la fonderie, maire de Montchanin (1969-1979) |
| 1982            | 1988           | Pierre Forest                    | PS           | Employé chez Berthier à Montchanin puis chez Michelin à Blanzy, maire de Montchanin (1979-1989)                                                                           |
| 1988            | 2008           | Pierre Corneloup                 | RPR puis UMP | Assureur Maire de Montchanin (1989-2008) |
| 2008            | 2015           | Jean-Yves Vernochet              | PS           | Directeur de structure pour personnes âgées en disponibilité Maire de Montchanin depuis 2008 Elu en 2015 dans le Canton de Blanzy                                         |

### Conseillers d'arrondissement (de 1926 à 1940)
| Période                                  | Période | Identité                    | Étiquette | Qualité |
| ---------------------------------------- | ------- | --------------------------- | --------- | --- |
| 1926                                     | 1937    | François Baudot (1865-1949) | SFIO      | Serrurier, ajusteur, maire d'Écuisses (1926-1935)                                                           |
| 1937                                     | 1940    | M. Durand                   | SFIO      | |
| 1940                                     |         |                             |           | Les conseils d'arrondissement ont été suspendus par la loi du 12 octobre 1940 et n'ont jamais été réactivés |
| Les données manquantes sont à compléter. |         |                             |           | |

## Composition
Le canton de Montchanin regroupait 5 communes et comptait 9 537 habitants (recensement de 1999 sans doubles comptes).
| Communes                | Population (2012) | Code postal | Code Insee |
| ----------------------- | ----------------- | ----------- | ---------- |
| Écuisses                | 1 673             | 71210       | 71187      |
| Montchanin              | 5 593             | 71210       | 71310      |
| Saint-Eusèbe            | 1 065             | 71210       | 71412      |
| Saint-Julien-sur-Dheune | 220               | 71210       | 71435      |
| Saint-Laurent-d'Andenay | 986               | 71210       | 71436      |

## Démographie
| 1962   | 1968   | 1975   | 1982   | 1990  | 1999  | 2007  |
| ------ | ------ | ------ | ------ | ----- | ----- | ----- |
| 10 298 | 10 613 | 10 172 | 10 070 | 9 890 | 9 537 | 9 568 |